# Pietro Lingeri
Pietro Lingeri (Tremezzo, 25 gennaio 1894 – Tremezzo, 15 maggio 1968) è stato un architetto italiano, esponente di spicco del razionalismo italiano.

## Biografia

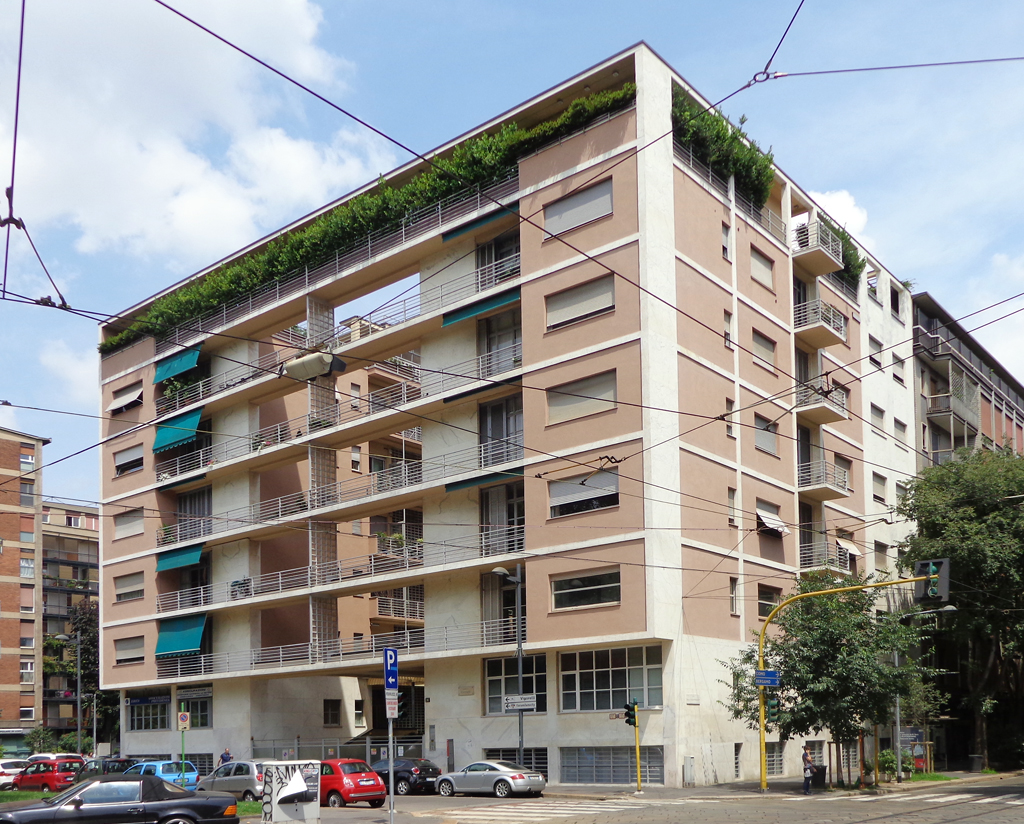
Casa Rustici a Milano

Diplomatosi all'Accademia di Belle arti di Brera nel 1926, nel 1930 è tra i fondatori del gruppo MIAR (Movimento Italiano Architettura Razionale) e negli stessi anni è tra gli autori delle riviste Quadrante e Valori primordiali. Le sue architetture sono caratterizzate dall'impiego di materiali ed elementi innovativi per l'epoca come il cemento armato, le ampie superfici vetrate e i parapetti in profilati di metallo. 
Nascono da tale intento, ad esempio, il progetto per la sede del Club motonautico AMILA a Tremezzo (1926), pubblicato sulla rivista di Giuseppe Pagano Casabella, e i lavori di ristrutturazione della Galleria del Milione (1930), cui facevano capo le avanguardie artistiche milanesi. 
Tra il 1926 e il 1940 avvia un felice sodalizio con il caposcuola del razionalismo italiano, Giuseppe Terragni, con il quale collabora ai progetti per il monumento ai caduti a Como (1926), elabora il piano regolatore per la città di Como (1935) e con cui realizza le cinque case milanesi: la Casa Alta per abitazioni al QT8 di Milano la realizza con Luigi Zuccoli; con Terragni, la Casa Rustici in corso Sempione 34 a Milano (1935).
Con Terragni e Mario Sironi lavora inoltre a vari progetti rimasti irrealizzati commissionati dal governo fascista per Roma: dal Palazzo del Littorio (1937) alla sistemazione dei Fori Imperiali (1937), dal Danteum (1938) alla sede destinata all'Esposizione Universale del 1942. 
Risalgono al 1937 la medaglia d'oro e d'argento all'esposizione internazionale di Parigi e la partecipazione all'esposizione al Royal Institute of British Architects di Londra, con il progetto della Villa Leoni. 
Nel dopoguerra progetta una serie di alloggi per il quartiere QT8 di Milano (1951).